# Дульфан Люсьєн Веніамінович
Люсьє́н Веніамінович Ду́льфан (нар. 14 лютого 1942 року, Фрунзе, Киргизька РСР) — американський художник радянського походження, одна з центральних фігур радянського неофіційного мистецтва.

## Біографія
Люс'єн Дульфан народився в 1942 році у місці Фрунзе (Сьогодні Бішкек, столиця Киргизії) під час Другої світової війни, звідки його сім'я була евакуйована і прибула до Одеси в 1946 році. Після закінчення школи він був прийнятий в Одеське художнє училище ім. Грекова, яке закінчив у 1963 році. Його вчителем була Діна Фруміна.
З 1965 бере участь у всесоюзних і міжнародних виставках в Одесі, Москві, Женеві, Торонто, Нью-Йорку.
У 1973 році став членом Спілки художників СРСР, працюючи в якості художника-графіка для газети «Комсомольська іскра».
У 1975 отримує Першу премію з живопису, яка присуджується Міністерством культури СРСР і Спілкою художників СРСР (Найпрестижніша нагорода, що присуджується за останні п'ятдесят років радянської історії).
У 1990 році художник емігрував зі своєю сім'єю до Сполучених Штатів Америки, оселившись у Нью-Йорку.
Люсьєн Дульфан працює у своїй художній студії у Джерсі-Сіті.

## Виставки
Роботи Люсьєна Дульфана були представлені в музеї Зіммерлі (Нью-Джерсі), Третьяковській галереї (Москва), Державному Російському музеї (Санкт-Петербург), Одеському художньому музеї (Одеса), Музеї сучасного мистецтва Одеси (Одеса), Мистецькому Арсеналі (Київ), Одеському музеї західного і східного мистецтва (Одеса), Центрі сучасного мистецтва М17 (Київ), Інституті проблем сучасного мистецтва (Київ) тощо.

## Колекції
Роботи художника знаходяться в колекціях Третьяковської галереї у Москві, Державному Російському музеї в Санкт-Петербурзі, Одеському художньому музеї, Музеї сучасного мистецтва Одеси, Одеському музеї західного і східного мистецтва, Художньому музеї Зіммерлі в Університеті Ратгерса в Нью-Джерсі, музеях Сеула, Варшави, Познані, Тбілісі, Києва, а також приватних зібрань.